# Parrocchie della diocesi di Cesena-Sarsina

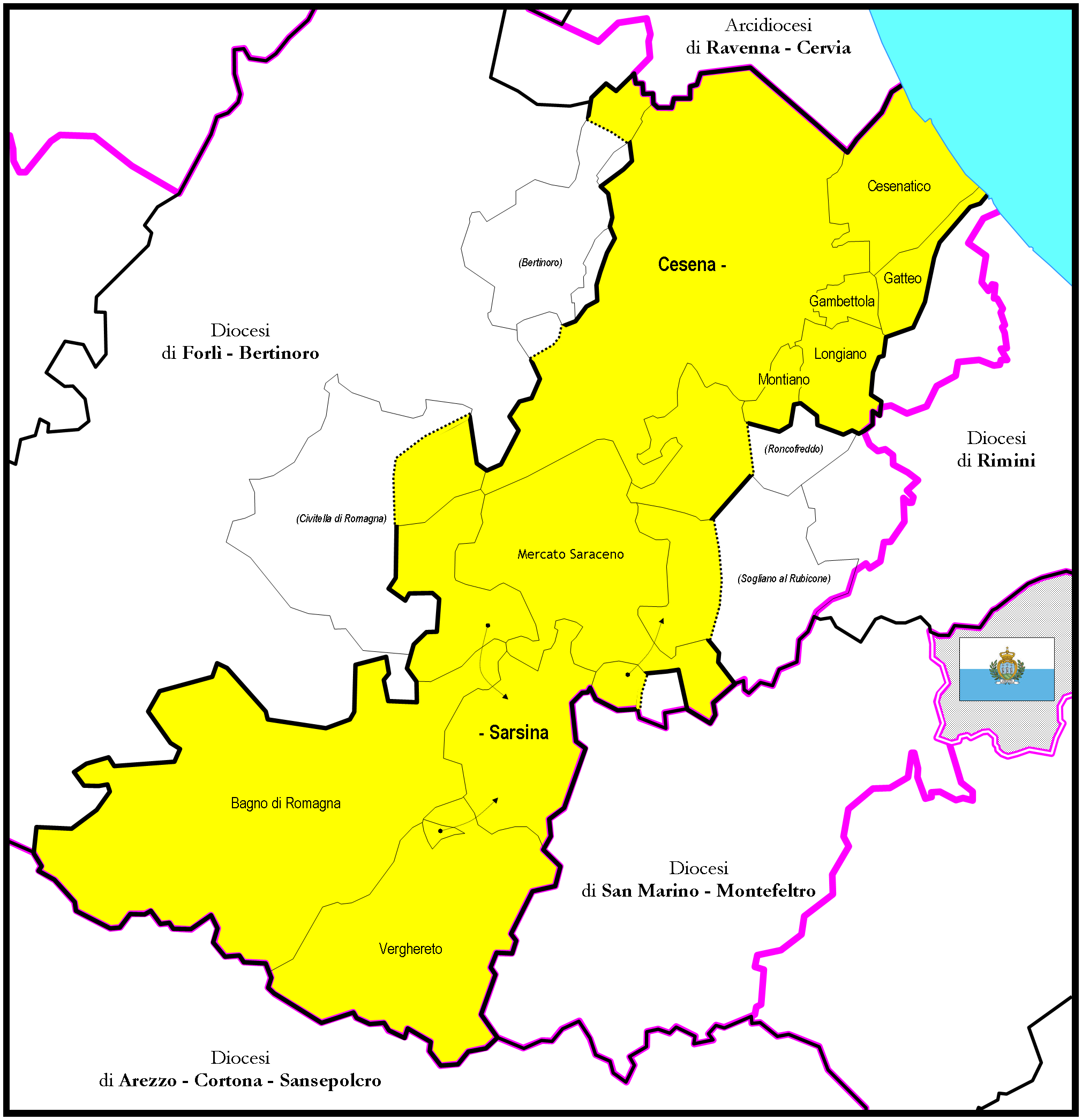
Il territorio della diocesi

La diocesi di Cesena-Sarsina comprende 95 parrocchie.

## Zone pastorali
Dal 14 settembre 2008 le parrocchie sono state raggruppate in 6 zone pastorali e 21 unità pastorali.

### Zona Pastorale Urbana
- San Pietro, San Stefano, Case Finali
- Cattedrale, San Domenico, Madonna delle Rose, San Bartolo
- Osservanza, San Giovanni Bono
- San Paolo, San Rocco, Santa Maria della Speranza

### Zona Pastorale Sarsina-Alta Valle del Savio
- Sarsina, Quarto, Turrito, S. Martino-Monteriolo, Montepetra
- Mercato Saraceno, San Damiano, Montecastello, Ciola-Montesorbo, Montesasso, Rontagnano, Serra-Tornano, Taibo, Monte Iottone, Cella
- Bagno di Romagna, San Piero in Bagno, Verghereto, Crocesanta, Valgianna, San Silvestro, Vessa, Selvapiana-Acquapartita
- Alfero-Riofreddo, Balze, Capanne, Corneto-Pereto, Montecoronaro

### Zona Pastorale delle vie Cesenatico, Cervese e Ravennate
- San Giorgio-Bagnile, Pioppa, Calabrina, Gattolino
- San Martino in Fiume, Ronta, Martorano
- San Pio X, Sant'Egidio, Villa Chiaviche
- Capannaguzzo, Ponte Pietra, Macerone, Ruffio

### Zona Pastorale del Mare
- San Giacomo Apostolo, Boschetto, Villamarina-Gatteo Mare
- San Maria Goretti, Cannucceto, Villalta, Bagnarola
- Gatteo, Sant'Angelo, Sala

### Zona Pastorale Rubicone-Rigossa
- Ardiano, Sorrivoli, Carpineta, Saiano, San Tomaso, Madonna del Fuoco, Calisese-Casale, Badia, Montiano, Montenovo
- Longiano, S. Lorenzo in Scanno, Montilgallo, Crocetta, Budrio
- Gambettola, Bulgaria, Bulgarnò

### Zona Pastorale Valle del Savio-Dismano
- Gualdo-Montecodruzzo, Borello, Bacciolino, Piavola, S. Romano, Ranchio, Linaro, Giaggiolo, Pieve di Rivoschio
- San Carlo, San Vittore, Tipano, San Mauro
- Pievesestina, Diegaro, Torre del Moro, San Cristoforo, Sant'Andrea in Bagnolo, Santa Maria Nuova Spallicci